# Bruaca
Bruaca, buruaca, orelha de pau, bolo de caco ou chapéu de couro é um alimento característico da região Nordeste Oriental, mas de origem incerta. É feita basicamente com: farinha de trigo, leite ou água e açúcar.
Pode ser servido puro, com açúcar refinado ou canela por cima.

## Termo pejorativo
Também é o termo pejorativo referente a  característica de uma mulher feia, grosseira, vulgar, ignorante e que gosta de falar mal da vida dos outros.